# لودویگ گاترمان
لودویگ گاترمان (آلمانی: Ludwig Gattermann؛ ۲۰ آوریل ۱۸۶۰ – ۲۰ ژوئن ۱۹۲۰) یک شیمی‌دان اهل آلمان بود.